# Districtul Vecsés
Vecsés (în maghiară Vecsési járás) este un district în județul Pest, Ungaria.
Districtul are o suprafață de 119,74 km2 și o populație de 47.126 locuitori (2013).